# Hurritische Sprache
Das Hurritische (älter auch Churritisch, (C)hurrisch, von der Eigenbezeichnung Ḫurwoḫḫe/Ḫurroḫḫe) ist eine ausgestorbene Sprache, die bis um 1200 v. Chr. in einem Gebiet gesprochen wurde, das sich von der Osttürkei bis in den nördlichen Irak erstreckte und in etwa dem heutigen Siedlungsgebiet der Kurden entspricht. Es war die Amtssprache des Mittani-Reichs, wurde aber auch in einigen Regionen des Hethiterreiches verwendet. Die wichtigsten Zentren waren die Hauptstadt Waššukanni und die Städte Taidu, Nuzi, Qatna und Alalach sowie Ḫattuša, die Hauptstadt des Hethiterreichs. Bei der Boğazköy-Grabungskampagne 1983 wurde eine hurritisch-hethitische Bilingue zutage gefördert, deren Analyse sich u. a. in den Arbeiten Erich Neus widerspiegelt.

## Verwandtschaft mit anderen Sprachen
Die einzige Sprache, mit der Hurritisch nachweislich verwandt ist, ist das Urartäische, eine Sprache, die Anfang und Mitte des ersten vorchristlichen Jahrtausends in einem Gebiet zwischen dem Sewansee, dem Vansee und dem Urmiasee gesprochen wurde. Weiter wurden Beziehungen zum Eteokyprischen, zum Kypro-Minoischen sowie zum Kassitischen vorgeschlagen. Eine Verwandtschaft mit den nordostkaukasischen Sprachen ist möglich, konnte jedoch bisher nicht bewiesen werden. Der Grund hierfür ist hauptsächlich die Vielfalt dieser Familie, die eine sichere Rekonstruktion der Protosprache erschwert. Außerdem ist es schwierig, eine vor etwa 2500 Jahren ausgestorbene Sprachfamilie mit einer Familie zu vergleichen, von der es keine derartig alten Aufzeichnungen gibt.

## Geschichte der Sprache

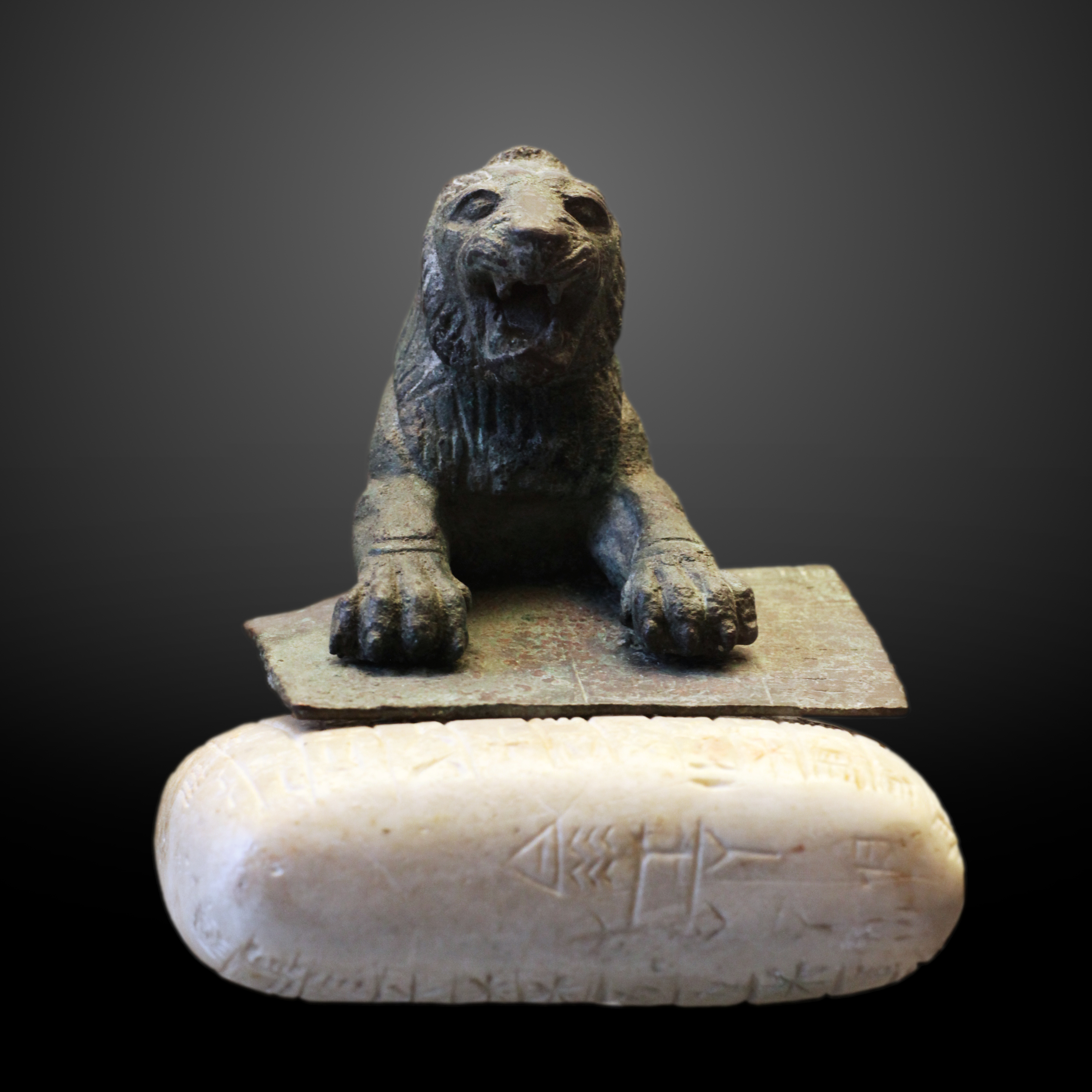
Urkesch-Löwe und zugehörige Steintafel mit dem ältesten bekannten Text auf hurritisch (21. Jh. v. Chr.), Louvre

Die ältesten hurritischen Textbelege sind Personen- und Ortsnamen aus dem Ende des 3. vorchristlichen Jahrtausends. Erste Texte stammen aus der Zeit des Königs Tišatal von Urkeš (Anfang des 2. Jahrtausends v. Chr.). Zahlreiche Epen, Beschwörungen, Weissagungstexte und Briefe fanden die Archäologen in Ḫattuša, Mari, Tuttul, Babylon, Ugarit und anderen Fundorten. Der für das Verständnis der Sprache wichtigste Text ist jedoch ein langer Brief (der sogenannte Mittani-Brief), der in Amarna (Ägypten) gefunden wurde. Der hurritische König Tuschratta hatte ihn an den damaligen Pharao Amenhotep III. geschrieben.
Ab dem 14. vorchristlichen Jahrhundert drangen von Norden und Westen her die Hethiter und etwas später von Osten und Süden die Assyrer immer weiter ins hurritischsprachige Gebiet vor, bis es schließlich von diesen beiden Großmächten untereinander aufgeteilt wurde. Der Seevölkersturm im 12. Jahrhundert v. Chr. führte zu weiteren politischen Umwälzungen. Andere Schriftsprachen wie das Hethitische und das Ugaritische starben aus. Ab dieser Zeit kann Hurritisch nur noch in Personen- und Ortsnamen nachgewiesen werden, die in akkadischen oder urartäischen Texten auftraten. Es ist daher nicht bekannt, ob Hurritisch als gesprochene Sprache noch einige Zeit weiterexistierte.

## Dialekte
Das Hurritische des Mittani-Briefs unterscheidet sich recht deutlich von der Sprache in den Texten aus Ḫattuša. Während in Mittani i und e sowie u und o unterschieden werden, sind sie im Ḫattuša-Hurritischen wohl zu i bzw. u zusammengefallen. Auch in der Morphologie gibt es Unterschiede. Dennoch kann als sicher angenommen werden, dass es sich um Dialekte derselben Sprache handelt. Eine hurritisch-akkadische Mischsprache ist aus Nuzi, einer Stadt in der Mittani-Provinz Arrapḫa und dem syrischen Qatna überliefert.

## Phonetik und Phonologie

### Konsonanten
|                        | bilabial | bilabial | labio- dental | labio- dental | alveolar | alveolar | palatal | palatal | velar | velar |
| stl.                   | sth.     | stl.     | sth.          | stl.          | sth.     | stl.     | sth.    | stl.    | sth.  |       |
| Plosive                | p        |          |               |               | t        |          |         |         | k     |       |
| Affrikate              |          |          |               |               | (ts)     |          |         |         |       |       |
| Frikative              |          |          | f             |               | s        |          |         |         | x     |       |
| Nasale                 |          | m        |               |               |          | n        |         |         |       |       |
| Vibranten              |          |          |               |               |          | r        |         |         |       |       |
| laterale Approximanten |          |          |               |               |          | l        |         |         |       |       |
| zentrale Approximanten |          | (w)      |               |               |          |          |         | (j)     |       |       |

Wie aus der Tabelle ersichtlich ist, ist das Merkmal der Stimmhaftigkeit bzw. Stimmlosigkeit nicht bedeutungsunterscheidend. Kein stimmhafter Konsonant hat ein stimmloses Gegenstück und umgekehrt. Jedoch scheinen nach den Schreibungen in der Keilschrift zu den stimmlosen Konsonanten (außer /ts/) stimmhafte Nebenformen zu existieren, die in bestimmten lautlichen Umgebungen (zwischen zwei stimmhaften Konsonanten oder Vokalen) vorkommen. Mitunter wird in diesen Umgebungen ein stimmhafter Konsonant geschrieben, also b (für p), d (für t), g (für k), v (für f) sowie ž (für š), selten auch ǧ (für h/ḫ). Alle Konsonanten außer /w/ und /j/ können kurz oder lang vorkommen. Die langen Konsonanten (Geminaten) treten jedoch nur zwischen Vokalen auf. In der Keilschrift wie auch in der lateinischen Umschrift (Transkription) wird die Konsonantenlänge durch Doppeltschreibung des Konsonanten ausgedrückt, also ...VC-CV... (wobei V für Vokale, C für Konsonanten steht). Kurze Konsonanten werden ...V-CV... geschrieben, beispielsweise wird mānnatta („ich bin“) ma-a-an-na-at-ta geschrieben.
Da das /f/ in der sumerischen Keilschrift nicht auftritt, verwendeten die Hurriter stattdessen die /p/, /b/ bzw. /w/-haltigen Silbenzeichen. Ein /f/ erkennt man in Wörtern dann, wenn diese Schreibungen variieren. In Fällen, in denen ein Wort nur einmal mit einem p belegt ist, kann man nicht entscheiden, ob es sich bei dem entsprechenden Laut tatsächlich um ein /p/ oder um ein /f/ handelt. Am Silbenende nach a wird /f/ zu [u], z. B. in tānōšau (<*tān-ōš-af) „ich tat (es)“. /s/ wird traditionell mit š transkribiert, da in der Keilschrift die š-haltigen Zeichen verwendet werden, um dieses Phonem darzustellen. /ts/ wird in der Regel mit z, /x/ mit ḫ oder h transkribiert. Im Hurritischen treten /l/ und /r/ nicht am Wortanfang auf.

### Vokale
|             | vorne | vorne | zentral | zentral | hinten | hinten |
| ung.        | ger.  | ung.  | ger.    | ung.    | ger.   |        |
| geschlossen | i     |       |         |         |        | u      |
| mittel      | e     |       |         |         |        | o      |
| offen       |       |       | a       |         |        |        |

Wie auch die Konsonanten können alle Vokale kurz oder lang auftreten. In der Keilschrift erfolgt bei Langvokalen die sogenannte Plene-Schreibung, d. h. zwischen die beiden Silbenzeichen CV-VC wird das Vokalzeichen zusätzlich eingefügt. Kurzvokale werden also CV-VC, Langvokale CV-V-VC geschrieben. In der Transkription werden Langvokale mit einem Makron gekennzeichnet, also ā, ē, ī, ō und ū. Für das /o/, das es in der sumerischen Keilschrift nicht gibt, wird dabei das Zeichen U verwendet, wogegen für das /u/ das Zeichen Ú (sprich: u-zwei) steht.

### Betonung, Tonsystem, Intonation
Da es über Hurritisch keine zeitgenössischen Aufzeichnungen zur Aussprache gibt, kann weder über den Akzent oder die Satzintonation etwas gesagt werden, noch darüber, ob die Sprache möglicherweise eine Tonsprache war. Auch die Schreibungen lassen diesbezüglich keine Rückschlüsse zu. Die Akzentstriche (´ bzw. `), die in der Transliteration, also der zeichenweisen Umschrift, verwendet werden, bezeichnen nur die unterschiedlichen Keilschriftzeichen mit gleichem Lautwert.

## Grammatik

### Wortbildung
Anders als das Deutsche kann das Hurritische neue Wörter nicht durch Zusammensetzung von zwei oder mehreren Stämmen bilden (z. B. dt. Haustür, kleinhacken usw.). Dafür kennt das Hurritische zahlreiche Suffixe, die neue Wörter aus Stämmen ableiten können. Beispiele: attardi (Vorväter, Ahnen) zu attai (Vater), futki (Sohn) zu fut (zeugen), aštoḫḫe (weiblich) zu ašti (Frau), šeniffuzzi (meinem Bruder angemessen) zu šeniffu (mein Bruder). Auch für Verben gibt es zahlreiche dieser Suffixe, die oft die Valenz verändern.
Für eine detailliertere Beschreibung der Stammerweiterungsmorphologie wird auf die Fachliteratur verwiesen.

### Morphologie

#### Kasus und Numerus
Alle hurritischen Substantive enden auf einen Vokal. Dabei gibt es nur sehr wenige, die auf /a/ oder /e/ enden. Alle übrigen Substantive lauten auf /i/ aus. Dieser Stammauslautvokal verschwindet, wenn bestimmte Endungen antreten. Dazu gehören die Fallendungen, die mit einem Vokal beginnen, aber auch die Artikelsuffixe. Beispiele: kāz-ōš (wie ein Becher), vgl. kāzi (Becher), awar-ra (die Felder), vgl. awari (Feld). Das Hurritische hat mit 13 Fällen (Kasus) ein überdurchschnittlich umfangreiches System. Einer der Fälle, der Äquativ, hat in den beiden Hauptdialekten eine unterschiedliche Form. Die in Ḫattuša und Mari übliche Endung -ōš wird als Äquativ I bezeichnet, die im Mittani-Brief vorkommende Form -nna heißt Äquativ II.  Der sogenannte „e-Kasus“ tritt nur selten auf, zumeist in genitivischer (des/der) oder allativischer (hin zu...) Bedeutung.
Hurritisch gehört wie viele Sprachen in dieser Region zu den Ergativsprachen. Das bedeutet, dass der Fall, der für das Subjekt in Sätzen ohne Objekt verwendet wird, der gleiche ist, wie der Fall, in dem das direkte Objekt steht. Diesen Fall bezeichnet man als Absolutiv. Für das Subjekt in objekthaltigen Sätzen kommt ein anderer Fall (Ergativ) zur Anwendung. Die Sprache unterscheidet zwei Numeri, Einzahl (Singular) und Mehrzahl (Plural). Die folgende Tabelle gibt eine Übersicht über die Fallendungen des Hurritischen.
| Kasus                                  | Einzahl    | Mehrzahl                                       |
| -------------------------------------- | ---------- | ---------------------------------------------- |
| Absolutiv                              | -Ø         | -Ø, -lla                                       |
| Ergativ                                | -š         | -(a)šuš                                        |
| Genitiv                                | -fe, -we   | -(a)še                                         |
| Dativ                                  | -fa, -wa   | -(a)ša                                         |
| Lokativ (in, bei ...)                  | -a         | -(a)ša, -a                                     |
| Allativ (hin zu ...)                   | -ta        | -(a)šta                                        |
| Ablativ (von ... her)                  | -tan       | -(a)štan                                       |
| Instrumental (mittels ...)             | -ae        | nicht belegt                                   |
| Ablativ-Instrumental (durch/wegen ...) | -n(i), -ne | -(a)šani, -(a)šane                             |
| Komitativ (zusammen mit ...)           | -ra        | -(a)šura                                       |
| Assoziativ (als ...)                   | -nn(i)     | nicht belegt (oft angenommen wird -(a)šunn(i)) |
| Äquativ I (wie ...)                    | -ōš        | nicht belegt                                   |
| Äquativ II                             | -nna       | -(a)šunna                                      |
| „e-Kasus“                              | -ē         | nicht belegt                                   |

In einigen lautlichen Umgebungen treten Veränderungen dieser Endungen auf. Das f des Genitivs und Dativs verschmilzt mit einem davorstehenden p oder t zu pp bzw. tt, z. B. Tēššup-pe (des Tēššup), Ḫepat-te (der Hepat). Der Assoziativ ist mit dem Instrumental kombinierbar: šēna-nn-ae (Bruder-Assoziativ-Instrumental) bedeutet „brüderlich (gesinnt)“.

#### Artikel
| Kasus              | Singular | Plural |
| ------------------ | -------- | ------ |
| Absolutiv          | -Ø       | -na    |
| alle übrigen Kasus | -ne      | -na    |

Der bestimmte Artikel wird direkt an das Substantiv gesetzt, noch vor die Fall/Zahl-Endung, z. B. tiwē-na-še (Sache/Wort-Artikel.Plural-Genitiv.Plural) (der Sachen/Worte). Da der Artikel im Absolutiv Singular endungslos ist, kann ein Substantiv in dieser Form bestimmt oder unbestimmt sein. kāzi ist demnach „ein Becher“ oder auch „der Becher“. Das /n/ des Artikels verschmilzt mit davorstehenden /n/, /l/ und /r/ zu /nn/, /ll/ bzw. /rr/, z. B. ēn-na (die Götter), ōl-la (die Anderen), awar-ra (die Felder). Wie erwähnt, entfällt dabei der Stammauslautvokal, vgl. ohne Endung: ēni (Gott), ōli (anderer), awari (Feld). Steht vor dem /l, r, n/ des Stammes ein weiterer Konsonant, so wird zwischen diese beiden Laute ein Vokal eingefügt, z. B. ḫafurun-ne-ta (Himmel-Artikel.Singular-Allativ) (zum Himmel), vgl. ohne Endung: ḫafurni (Himmel).

#### Suffixaufnahme
Ein sehr prominentes Merkmal des Hurritischen wie auch des Urartäischen und der benachbarten Kartwel-Sprachen (wie z. B. Georgisch) ist die sogenannte Suffixaufnahme. Von Substantiven abhängige Wörter nehmen dabei die Fallsuffixe auf. Als Bindeglied zwischen dem abhängigen Substantiv und der Kasusendung fungiert dabei der Artikel, der im Numerus mit dem Bezugswort übereinstimmt. Ein Beispiel mit einem Adjektiv verdeutlicht dies:
| (1) | ḫurwoḫḫeneš ōmīnneš                                      | ḫurwoḫḫeneš ōmīnneš | ḫurwoḫḫeneš ōmīnneš                    |
|     | ḫurw-oḫḫe-ne-š                                           |                     | ōmīn-ne-š                              |
|     | Hurriter-Adjektivierer-Artikel.Singular-Ergativ.Singular |                     | Land-Artikel.Singular-Ergativ.Singular |
|     | „das hurritische Land“                                   |                     |                                        |

Auch mit Genitivattributen erfolgt eine Suffixaufnahme. Dabei steht das Substantiv, von dem der Genitiv abhängt, meist mit einem Possessivpronomen, das Person/Zahl-Kongruenz zum Genitiv zeigt. Der Genitiv geht dem Bezugswort voraus.
| (2) | šēniffufenefe ōmīnīfe                                              | šēniffufenefe ōmīnīfe | šēniffufenefe ōmīnīfe      |
|     | šēn-iffu-fe-ne-fe                                                  |                       | ōmīni-i-fe                 |
|     | Bruder-mein-Genitiv.Singular-Artikel.Singular-Genitiv.Singular     |                       | Land-sein-Genitiv.Singular |
|     | „des Landes meines Bruders“ (wörtl.: des meines Bruders sein Land) |                       |                            |

Steht das übergeordnete Substantiv im Lokativ, Instrumental oder Äquativ I, so findet keine Suffixaufnahme statt. Im Absolutiv Singular kann man keine Suffixaufnahme feststellen, da sowohl der Fall wie auch der Artikel endungslos sind. Werden mehr als zwei Genitive ineinander geschachtelt, so erfolgt die Suffixaufnahme nur am innersten Genitiv, wie folgendes Beispiel zeigt:
| (3) | ōmīni Mizrinefenefe efrīfe aštīnna                    | ōmīni Mizrinefenefe efrīfe aštīnna | ōmīni Mizrinefenefe efrīfe aštīnna                      | ōmīni Mizrinefenefe efrīfe aštīnna | ōmīni Mizrinefenefe efrīfe aštīnna | ōmīni Mizrinefenefe efrīfe aštīnna | ōmīni Mizrinefenefe efrīfe aštīnna |
|     | ōmīni                                                 |                                    | Mizri-ne-fe-ne-fe                                       |                                    | efri-i-fe                          |                                    | ašti-i=nna                         |
|     | Land                                                  |                                    | Ägypten-Art.Sing.-Genitiv.Sing.-Art.Sing.-Genitiv.Sing. |                                    | Herr-sein/ihr-Genitiv.Sing.        |                                    | Frau-sein/ihr=er/sie/es            |
|     | „Sie ist die Frau des Herrschers des Landes Ägypten.“ |                                    |                                                         |                                    |                                    |                                    |                                    |

#### Verbmorphologie
Die Verbmorphologie des Hurritischen ist sehr komplex, jedoch werden ausschließlich Suffixe (abgetrennt durch „-“) und Klitika (abgetrennt durch „=“) verwendet. Klitika sind im Hurritischen Wörter, die zwar eine eigene Wortart besitzen (z. B. Pronomen), jedoch phonologisch als Suffix an andere Wörter angefügt werden. Transitive und intransitive Verben werden in ihrer Morphologie deutlich unterschieden. Nur transitive Verben unterliegen der Kongruenz, d. h., sie müssen eine Endung tragen, die in Person und Zahl mit dem Subjekt des Satzes übereinstimmt. Das direkte Objekt und das intransitive Subjekt werden, wenn sie im Satz nicht durch ein Substantiv vertreten sind, durch klitische Personalpronomen ausgedrückt, siehe Abschnitt „Pronomen“. Direkt an den Verbalstamm können mehrere Suffixe treten, die die Verbalbedeutung modifizieren. Darunter fallen auch valenzverändernde Morpheme wie -an(n) (Kausativ), -ant (vermutl. Applikativ) und -ukar (Reziprok). Die Bedeutungen vieler dieser Suffixe konnten bisher nicht entschlüsselt werden.

##### Indikativische Verbformen
Auf diese Derivationssuffixe folgt die Markierung der Zeitform. Das Präsens ist dabei endungslos. Das Suffix -ōš steht für das Präteritum, das Suffix -ēt markiert das Futur. Nach den Suffixen für Präteritum und Futur steht in intransitiven, aber nicht in antipassivischen Verbformen ein Suffix -t, das diese Intransitivität anzeigt. Im Präsens wird dieses Suffix nicht verwendet. Ein anderes Suffix -t kann mit allen Zeitformen in transitiven Sätzen verwendet werden. Es zeigt an, dass das Subjekt in der 3. Person Plural steht. In Indikativformen muss es verwendet werden, in allen anderen Formen ist es fakultativ. Durch diese beiden gleichlautenden Suffixe kann es zu mehrdeutigen Formen kommen. So kann unētta einerseits „sie werden ... bringen“ aber auch „er/sie/es wird kommen“ bedeuten.
Nach diesen Endungen folgt der Transitivitätsvokal. Er lautet -a, wenn das Verb intransitiv ist, -i, wenn das Verb im Antipassiv steht und -o (bzw. ebenfalls -i im Mittani-Brief) an transitiven Verben. Das Suffix -o (bzw. -i) entfällt unmittelbar nach Derivationssuffixen. In transitiven Verbformen steht das -o (bzw. -i) nur im Präsens, in den übrigen Zeitformen wird die Transitivität mit der An- oder Abwesenheit des Suffixes -t (siehe oben) ausgedrückt.
Die nächste Position kann durch das Verneinungssuffix belegt werden. In transitiven Sätzen wird hierfür -wa verwendet. Intransitive und antipassivische Sätze verneint man mit -kkV. Dabei steht V für den Vokal, der dem Negationssuffix vorausgeht. Ist dieser ein /a/, werden beide Vokale zu o verändert. Folgt dem intransitiven Negationssuffix unmittelbar ein klitisches Personalpronomen (außer =nna), so lautet der Vokal des Suffixes /a/, unabhängig vom Vokal der davor stehenden Silbe, z. B. mann-o-kka=til=ān (sein-intransitiv(!)-Negation=1. Plural Absolutiv=und) „und wir sind nicht...“. Die folgende Tabelle stellt die Zeit-, Transitivitäts- und Negationsmarkierungen zusammenfassend gegenüber:
| Transitivität                           |                | Präsens                        | Präteritum                         | Futur                              |
| --------------------------------------- | -------------- | ------------------------------ | ---------------------------------- | ---------------------------------- |
| intransitives Verb                      | nicht verneint | -a                             | -ōšta                              | -ētta                              |
| intransitives Verb                      | verneint       | -okko                          | -ōštokko                           | -ēttokko                           |
| antipassivisches Verb                   | nicht verneint | -i                             | -ōši                               | -ēti                               |
| antipassivisches Verb                   | verneint       | -ikki                          | -ōšikki                            | -ētikki                            |
| transitives Verb ohne Derivationssuffix | nicht verneint | Mari/Ḫattuša -o Mittani -i     | Mari/Ḫattuša -ōšo Mittani -ōši     | Mari/Ḫattuša -ēto Mittani -ēti     |
| transitives Verb ohne Derivationssuffix | verneint       | Mari/Ḫattuša -owa Mittani -iwa | Mari/Ḫattuša -ōšowa Mittani -ōšiwa | Mari/Ḫattuša -ētowa Mittani -ētiwa |
| transitives Verb mit Derivationssuffix  | nicht verneint | -Ø                             | Mari/Ḫattuša -ōšo Mittani -ōši     | Mari/Ḫattuša -ēto Mittani -ēti     |
| transitives Verb mit Derivationssuffix  | verneint       | -wa                            | Mari/Ḫattuša -ōšowa Mittani -ōšiwa | Mari/Ḫattuša -ētowa Mittani -ētiwa |

Danach folgt in transitiven Verbformen die Markierung des Subjekts. Folgende Formen treten dabei auf:
|                                          | 1. Person Einzahl | 1. Person Mehrzahl | 2. Person Einzahl | 2. Person Mehrzahl   | 3. Person Einz./Mehrz. |
| ---------------------------------------- | ----------------- | ------------------ | ----------------- | -------------------- | ---------------------- |
| mit Suffix -i „transitiv“ (nur Mittani)  | -af, -au          | -auša              | -i-o              | -*aššo, -*aššu       | -i-a                   |
| mit Suffix -wa „Negation“                | -uffu             | -uffuš(a)          | -wa-o             | -uššu                | -wa-a                  |
| mit anderem Morphem (ohne Verschmelzung) | -...-af, -...-au  | -...-auša          | -...-o            | -...-aššo, -...-aššu | -...-a                 |

Die Suffixe der ersten Person Ein- und Mehrzahl sowie der zweiten Person Mehrzahl verschmelzen mit den davor stehenden Suffixen für Transitivität und Negation (-i (nur in Mittani) bzw. -wa). Mit dem in Mari und Ḫattuša verwendeten Suffix -o für die Transitivität findet hingegen keine Verschmelzung statt. Die Unterscheidung zwischen Ein- und Mehrzahl in der dritten Person erfolgt durch das bereits beschriebene Mehrzahl-Suffix -t, das direkt nach dem Suffix für die Zeitform steht. In der dritten Person kann neben dem Verneinungssuffix -wa, das vor der Subjektsmarkierung steht, auch ein Suffix -ma nach dieser Markierung verwendet werden, um eine Verneinung auszudrücken, z. B. irnōḫoš-i-ā-ma (ausgleichen-transitiv-3. Person-Negation) „er gleicht (es) nicht aus“.
Im Althurritischen im Raum Ḫattuša lautete die Endung der dritten Person Einzahl -m, in der Mehrzahl -ito. In intransitiven und antipassivischen Verben gab es in dieser Zeit ebenfalls eine Subjektsmarkierung. Für die dritte Person lautete sie -p, andere Personen sind nicht belegt. Es ist nicht bekannt, ob dieses Suffix auch für das transitive Objekt verwendet wurde. Soll eine Verbform nominalisiert werden, z. B. um einen Relativsatz zu bilden, so erhält die Form ein weiteres Suffix: -šše. Nominalisierte Verbformen können der Suffixaufnahme unterliegen. Außerdem können der Verbalform noch enklitische Satzpartikeln folgen, siehe Abschnitt „Partikelwörter“.

##### Modale Verbformen
Um modale Nuancen auszudrücken, werden spezielle Verbformen verwendet, die sich von den indikativischen (nichtmodalen) Formen deutlich abgrenzen lassen. Wünsche und Befehle werden mit einem eigenen Optativ-Flexionsschema gebildet. Hauptkennzeichen ist das Element -i, das dem Verbstamm direkt folgt. Es gibt keinen Unterschied zwischen intransitiven und transitiven Verben, die Kongruenz erfolgt stets zum Subjekt des Satzes. Auch die Zeitformen werden in Wunsch- und Befehlsformen nicht unterschieden. Folgende Endungen sind belegt:
| Person/Zahl        | Verneinung     | Endung                        | Übersetzung                 |
| ------------------ | -------------- | ----------------------------- | --------------------------- |
| 1. Person Einzahl  | nicht verneint | -ile, nach /l,r/ -le bzw. -re | „ich will ...“              |
| 1. Person Einzahl  | verneint       | -ifalli                       | „ich will nicht ...“        |
| 1. Person Mehrzahl |                | nicht belegt                  | nicht belegt                |
| 2. Person Einzahl  | nicht verneint | -i, -e                        | „du sollst ...“ (Imperativ) |
| 2. Person Einzahl  | verneint       | -ifa, -efa                    | „du sollst nicht ...“       |
| 2. Person Mehrzahl | nicht verneint | -i(š), -e(š)                  | „ihr sollt ...“             |
| 2. Person Mehrzahl | verneint       | -ifa(š), -efa(š)              | „ihr sollt nicht ...“       |
| 3. Person Einzahl  | nicht verneint | -ien1                         | „er/sie/es möge ...“        |
| 3. Person Einzahl  | verneint       | -ifaen1                       | „er/sie/es möge nicht ...“  |
| 3. Person Mehrzahl | nicht verneint | -iten1                        | „sie mögen ...“             |
| 3. Person Mehrzahl | verneint       | -itfaen1                      | „sie mögen nicht ...“       |

1 In den Wunschformen der 3. Person entfällt im Mari/Ḫattuša-Dialekt das /n/ der Endung, wenn das folgende Wort mit einem Konsonanten beginnt.
Die sogenannte Finalisform, die gebraucht wird, um Nebensätze mit „damit...“ zu bilden, hat verschiedene Endungen. In der Einzahl treten die Suffixe -ae, -ai, -ilae und -ilai auf, wobei die beiden letzteren nach /l,r/ zu -lae, -lai bzw. -rae, -rai werden. In der Mehrzahl verwendet man die gleichen Endungen, zusätzlich kann das Pluralsuffix -ša antreten. Das ist jedoch nicht immer der Fall.
Um eine Möglichkeit auszudrücken, verwendet man eigene Potentialisformen. An intransitiven Verben lautet die Endung -ilefa oder -olefa (nach /l,r/ -lefa bzw. -refa) und es gibt keine Kongruenz zum Subjekt. Transitive Potentialisformen werden mit dem Suffix -illet bzw. -ollet gebildet, auf das die normale Kongruenzendung der transitiven indikativischen Verbformen folgt. Allerdings ist diese Form nur in Mittani und nur in der dritten Person Singular belegt. Die Potentialisformen werden mitunter auch verwendet, um einen Wunsch auszudrücken.
Die Desiderativformen werden verwendet, um einen dringenden Wunsch auszudrücken. Sie sind bisher nur in der dritten Person und nur in transitiven Sätzen belegt. Die Endung für die 3. Person Singular lautet -ilanni, die für die 3. Person Plural -itanni. Wie sich diese Suffixe zerlegen lassen, ist noch nicht geklärt. Weitere Modalformen für die dritte Person sind aus Ḫattuša bekannt, jedoch konnten noch keine Bedeutungen dieser Formen isoliert werden.

##### Beispiele für finite Verbformen
Die folgende Tabelle enthält einige in ihre morphologischen Bestandteile zerlegte Verbformen, hauptsächlich aus dem Mittani-Brief:
| Bsp. | Form                      | Grammatische Analyse                                                           | Übersetzung                               |
| ---- | ------------------------- | ------------------------------------------------------------------------------ | ----------------------------------------- |
| (4)  | koz-ōš-o                  | zurückhalten-Präteritum-2.Einzahl                                              | „du hieltest zurück“                      |
| (5)  | pal-i-a-mā-šše=mān        | wissen-transitiv-3. Person-Verneinung-Nominalisierung=aber                     | „..., welches er aber nicht weiß“         |
| (6)  | pašš-ēt-i=t=ān šeniffuta  | schicken-Futur-Antipassiv=1.Einzahl.Absolutiv=und zu.meinem.Bruder             | „und ich werde zu meinem Bruder schicken“ |
| (7)  | tiwēna tān-ōš-au-šše-na-Ø | die.Sachen tun-Präteritum-1.Einzahl-Nominalisierung-Artikel.Mehrzahl-Absolutiv | „die Sachen, die ich getan habe“          |
| (8)  | ūr-i-uffu=nna=ān          | wünschen-transitiv-Negation+1.Einzahl=3.Einzahl.Absolutiv=und                  | „und ich wünsche es nicht“                |
| (9)  | itt-ōš-t-a                | gehen-Präteritum-intransitiv-intransitiv                                       | „ich ging, du gingst, ...“                |
| (10) | kul-le                    | sagen-Optativ.1.Einzahl                                                        | „ich will sagen“                          |
| (11) | pašš-ien                  | schicken-Optativ.3.Einzahl                                                     | „er/sie möge schicken“                    |
| (12) | pal-lae=n                 | wissen-Finalis=3.Einzahl.Absolutiv                                             | „damit er es weiß“                        |
| (13) | kepānol-lefa=tta=ān       | schicken-Potentialis=1.Einzahl.Absolutiv=und                                   | „und ich kann/möchte schicken“            |

##### Infinite Verbformen
Das Hurritische kennt partizipiale Nominalisierungen und einen Infinitiv. Das substantivierte Partizip I (Präsenspartizip) wird mit den Endungen -iri oder -ire gebildet, z. B. pairi „der Bauende“, ḫapiri „der sich Bewegende“, „Nomade“. Ein substantiviertes Partizip II (Perfektpartizip) auf -aure ist bisher nur einmal in Nuzi belegt: hušaure „der Gebundene“. Eine besondere Partizipform ist nur aus Ḫattuša überliefert. Sie kann nur von transitiven Verben gebildet werden und beinhaltet ein Agens der ersten Person. Die Endung lautet -ilia. Dieses Partizip unterliegt der Suffixaufnahme:
| (14) | pailianeš šuḫnineš                                                     | pailianeš šuḫnineš | pailianeš šuḫnineš                     |
|      | pa-ilia-ne-š                                                           |                    | šuḫni-ne-š                             |
|      | bauen-ich.Partizip-Artikel.Singular-Ergativ.Singular                   |                    | Wand-Artikel.Singular-Ergativ.Singular |
|      | „die von mir gebaute Wand“ (hier als Subjekt eines transitiven Satzes) |                    |                                        |

Der Infinitiv, der ebenfalls substantiviert gebraucht werden kann, wird mit dem Suffix -umme gebildet, z. B. faḫrumme „gut zu sein“, „das gut Sein“.

### Pronomen

#### Personalpronomen
Das Hurritische verwendet sowohl freie als auch klitische (gebundene) Personalpronomen. Die freien Pronomen können dabei in jedem Kasus verwendet werden, die klitischen nur im Absolutiv. Es ist dabei für die Satzbedeutung unerheblich, an welches Wort im Satz das klitische Pronomen angefügt wird; oft steht es jedoch am ersten Satzglied oder am Verb. Die folgende Tabelle gibt die belegten Formen der Personalpronomen wieder, die nicht aufgeführten Fälle sind nicht belegt:
| Fall                | 1. Einzahl (ich) | 2. Einzahl (du) | 3. Einzahl (er/sie/es) | 1. Mehrzahl (wir)    | 2. Mehrzahl (ihr) | 3. Mehrzahl (sie) |
| ------------------- | ---------------- | --------------- | ---------------------- | -------------------- | ----------------- | ----------------- |
| Absolutiv (frei)    | ište             | fe              | mane, manni            | šattil, šattitil(la) | fella             | manella           |
| Absolutiv (enklit.) | -t(ta)           | -m(ma)          | -n(na), -me, -ma       | -til(la)             | -f(fa)            | -l(la), -lle      |
| Ergativ             | išaš             | feš             | manuš                  | šieš                 | fešuš             | manšoš            |
| Genitiv             | šofe             | fefe            |                        |                      | feše              |                   |
| Dativ               | šofa             | fefa            |                        | šaša (?)             | feša              | manša             |
| Lokativ             |                  |                 |                        |                      | feša (?)          |                   |
| Allativ             | šuta             |                 |                        | šašuta (?)           |                   |                   |
| Ablativ             |                  |                 | manutan                |                      |                   |                   |
| Komitativ           | šura             |                 | manura                 |                      |                   | manšura, manšora  |
| Äquativ II          | šonna            |                 | manunna                |                      |                   |                   |

Die Varianten -me, -ma und -lle des klitischen Pronomens der dritten Person kommen nur nach bestimmten Konjunktionen (ai (wenn), inna (wenn), inu, unu (wie), panu (obwohl)) sowie nach dem Relativpronomen iya bzw. iye vor. Verbindet sich ein enklitisches Personalpronomen mit einem Substantiv, so finden umfangreiche Verschmelzungsprozesse statt. Das Klitikon -nna der dritten Person Singular verhält sich dabei sehr unterschiedlich zu den übrigen Pronomen. Mit einem davorstehenden Ergativsuffix verschmilzt es im Gegensatz zu den anderen Pronomen mit diesem zu -šša, bei Antritt der übrigen Pronomen entfällt das /š/ des Ergativs. Daneben verändert sich ein wortfinaler Vokal /i/ oder /e/ zu /a/, wenn ein klitisches Personalpronomen außer -nna antritt.

#### Possessivpronomen
Die hurritischen Possessivpronomen können nicht frei vorkommen, sondern nur klitisch. Sie werden an Substantive oder substantivierte Formen angefügt, um ein Besitzverhältnis anzuzeigen. Die Form des Pronomens ist abhängig vom folgenden Morphem. Die folgende Tabelle stellt die auftretenden Formen dar:
| Fall                      | 1. Einzahl (mein) | 2. Einzahl (dein) | 3. Einzahl (sein/ihr) | 1. Mehrzahl (unser) | 2. Mehrzahl (euer) | 3. Mehrzahl (ihr) |
| ------------------------- | ----------------- | ----------------- | --------------------- | ------------------- | ------------------ | ----------------- |
| am Wortende               | -iffe             | -f                | -i                    | -iffaš              | -šše               | -yaš              |
| vor Konsonant (außer f/w) | -iffu             | -fu               | -i                    | -iffaš              | -šu                | -yaš              |
| vor f/w, Vokal            | -iff              | -f                | -i                    | -iffaš              | n. bel.            | -yaš              |

Der vokalische Auslaut des Substantivstammes entfällt bei Antritt von vokalisch anlautenden Possessivpronomen, z. B. šeniffe (mein Bruder, zu šena „Bruder“). Er bleibt erhalten, wenn ein konsonantisch anlautendes Possessivpronomen antritt: attaif (dein Vater, zu attai „Vater“).

#### Andere Pronomen
Das Hurritische kennt mehrere Demonstrativpronomen: anni (dieser), anti/ani (jener), akki...aki (der eine...der andere). Der Schlussvokal /i/ dieser Pronomen tritt nur im Absolutiv auf und verändert sich in den anderen Kasus zu /u/, z. B. akkuš (der eine) (Ergativ), antufa (jenem). Als Relativpronomen verwendet man iya bzw. iye. Die beiden Formen sind frei austauschbar. Das Pronomen hat im Relativsatz immer die Funktion des Absolutivs, ist also Objekt in transitiven Sätzen oder Subjekt in intransitiven Sätzen. Das Interrogativpronomen (wer/was) ist nur im Ergativ Singular (afeš) sowie einmal im Absolutiv Singular (au) belegt.

### Adpositionen
Im Hurritischen existieren zahlreiche feste Wendungen, um verschiedene lokale und abstrakte Relationen auszudrücken. Sie werden zumeist mit dem Dativ oder Genitiv gebildet. Es sind fast ausschließlich Postpositionen, also nachgestellte Adpositionen, bekannt. Nur eine Präposition, also eine vorangestellte Adposition (āpi (vor) mit Dativ), ist in Texten aus Ḫattuša belegt. Alle Adpositionen lassen sich auf Substantive zumeist im Allativ, selten im Dativ oder im e-Kasus, zurückführen. Aus diesem Grund erfolgt Suffixaufnahme mit dem Fall der Postposition, wenn das Nomen (N), mit dem die Adposition verwendet wird, im Genitiv steht.
Einige Beispiele: N-fa āyita oder N-fenē āyē (in Gegenwart von; von āyi „Gesicht“), N-fa etīta oder N-fa etīfa (für, wegen; von eti „Körper, Person“), N-fenē etiyē (in Bezug auf), N-fa furīta (vor den Augen von; von furi „Sicht, Blick“), sowie nur in Ḫattuša N-fa āpita (vor; von āpi „Vorderteil“). Daneben wird ištani „Zwischenraum“ mit einem Mehrzahl-Possessivpronomen und dem Lokativ verwendet, um „zwischen uns/euch/ihnen“ auszudrücken, z. B. ištaniffaša (zwischen uns, unter uns).

### Konjunktionen und Adverbien
Nur wenige satzeinleitende Partikeln sind belegt. Im Gegensatz zu Substantiven, die auf /i/ auslauten, verändert sich in den Konjunktionen ai (wenn) und anammi (so, auf diese Weise) das finale /i/ bei Antritt der klitischen Personalpronomen nicht. Weitere Konjunktionen sind alaše (ob), inna (wenn), inu (wie) und panu (obwohl). Das Hurritische kennt nur sehr wenige Adverbien. ḫenni (jetzt), kuru (wieder) und unto (nun) sind temporale Adverbien. Außerdem sind atī (also, so) und tiššan (sehr) belegt.

### Klitische Satzpartikeln
Die klitischen Satzpartikeln werden an ein beliebiges Wort im Satz angefügt, am häufigsten jedoch an die erste Phrase des Satzes oder an das Verb. Häufig treten =ān (und), =mān (aber), =mmaman (und zwar(?)) und =nīn (fürwahr) auf.
| (15) | atīnīn mānnattamān          | atīnīn mānnattamān | atīnīn mānnattamān                         |
|      | atī=nīn                     |                    | mānn-a=tta=mān                             |
|      | so=fürwahr                  |                    | sein-intransitiv=1.Singular.Absolutiv=aber |
|      | „So aber bin ich wirklich.“ |                    |                                            |

### Zahlwörter
Neben dem unbestimmten Zahlwort šūi (jeder) sind auch die Kardinalzahlen von 1 bis 10 sowie einige höhere belegt. Ordinalzahlen werden mit einem Suffix -(š)še bzw. -ši gebildet, das nach /n/ zu -ze bzw. -zi wird. Die folgende Tabelle gibt eine Übersicht über die belegten Grund- und Ordnungszahlen:
|                | 1           | 2     | 3     | 4        | 5       | 6       | 7        | 8          | 9       | 10     | 13 od. 30 | 17 od. 70 | 18 od. 80 | 10000   | 30000     |
| -------------- | ----------- | ----- | ----- | -------- | ------- | ------- | -------- | ---------- | ------- | ------ | --------- | --------- | --------- | ------- | --------- |
| Kardinal- zahl | šukko, šuki | šini  | kike  | tumni    | nariya  | šeše    | šinti    | kiri, kira | tamri   | ēmani  | kikmani   | šintimani | kirmani   | nupi    | kike nupi |
| Ordinal- zahl  | n. bel.     | šinzi | kiški | tumnušše | narišše | n. bel. | šintišše | n. bel.    | n. bel. | ēmanze | n. bel.   | n. bel.   | kirmanze  | n. bel. | n. bel.   |

Distributivzahlen tragen das Suffix -ate, z. B. kikate (je drei), tumnate (je vier). Das Suffix -āmḫa leitet Multiplikativzahlen ab, z. B. šināmḫa (zweifach, doppelt), ēmanāmḫa (zehnfach). Alle Kardinalzahlwörter enden auf einen Vokal, der bei Antritt einiger der Endungen wegfällt.

### Syntax
Die normale Satzgliedabfolge ist Subjekt-Objekt-Prädikat. Auch innerhalb der Nominalphrase steht das Nomen in der Regel am Ende. Adjektive, Zahlwörter sowie Genitivattribute gehen dem Substantiv voraus, das sie näher bestimmen. Relativsätze sind hingegen meist zirkumnominal, das heißt, das Substantiv, das der Relativsatz näher bestimmt, steht innerhalb des Relativsatzes. Das Hurritische verfügt über mehrere verschiedene Möglichkeiten, Relativsätze zu bilden. Entweder verwendet man das Relativpronomen iya bzw. iye, das bereits im Abschnitt Pronomen beschrieben wurde, oder man verwendet das Nominalisierungssuffix -šše am Verb, das der Suffixaufnahme unterliegt und ebenfalls bereits erläutert wurde. Die dritte Möglichkeit ist, beide Markierungen gleichzeitig zu verwenden (siehe Beispiel (16)). In allen Fällen kann das Substantiv, das der Relativsatz näher bestimmt, innerhalb des Relativsatzes nur die Funktionen des Absolutivs ausüben, d. h., es kann nur direktes Objekt oder das Subjekt eines intransitiven Satzes sein.
| (16) | iyallānīn šēniffuš tiwēna tānōšāššena   | iyallānīn šēniffuš tiwēna tānōšāššena | iyallānīn šēniffuš tiwēna tānōšāššena | iyallānīn šēniffuš tiwēna tānōšāššena | iyallānīn šēniffuš tiwēna tānōšāššena | iyallānīn šēniffuš tiwēna tānōšāššena | iyallānīn šēniffuš tiwēna tānōšāššena                                          |
|      | iya=llā=nīn                             |                                       | šēn-iffu-š                            |                                       | tiwē-na-Ø                             |                                       | tān-ōš-ā-šše-na-Ø                                                              |
|      | Relativpron.=3.Plural.Absolutiv=fürwahr |                                       | Bruder-mein-Ergativ.Singular          |                                       | Sache-Artikel.Plural-Absolutiv        |                                       | schicken-Präteritum-3.Singular.Subjekt-Nominalisierer-Artikel.Plural-Absolutiv |
|      | „das, was mein Bruder schicken wird“    |                                       |                                       |                                       |                                       |                                       |                                                                                |

Wie bereits im Abschnitt zu den Fällen beschrieben, verlangen transitive hurritische Verben einen Handlungsteilnehmer im Ergativ (Subjekt) und einen im Absolutiv (Objekt). Das indirekte Objekt von ditransitiven Verben, also solchen mit zwei Objekten, steht im Dativ, Lokativ, Allativ oder bei einigen Verben ebenfalls im Absolutiv:
| (17) | olaffa katulle                               | olaffa katulle | olaffa katulle           |
|      | ola-Ø=ffa                                    |                | katul-le                 |
|      | anderer-Absolutiv=2.Plural.Absolutiv         |                | sagen-Optativ.1.Singular |
|      | „Ich will euchAbs. etwas anderesAbs. sagen.“ |                |                          |

## Wortschatz
Der bekannte hurritische Wortschatz ist sehr homogen, das heißt, er enthält nur wenige Lehnwörter (z. B. tuppi (Tontafel), Mizri (Ägypten) beide aus dem Akkadischen). Das Relativpronomen iya bzw. iye ist möglicherweise ein Lehnwort aus der indoarischen Sprache des Mittani-Volkes, das im Gebiet des Mittani-Reichs vor den Hurritern gelebt hat, vgl. Sanskrit ya. Aus dem Hurritischen wurden zahlreiche Wörter in die benachbarten akkadischen Dialekte entlehnt, wie z. B. ḫāpiru (Nomade) aus hurr. ḫāpiri (Nomade). Dass es auch Lehnwörter in Sprachen des Kaukasus gegeben hat, ist wahrscheinlich, jedoch nicht nachweisbar, da es keine Aufzeichnungen kaukasischer Sprachen aus der Zeit des Hurritischen gibt. Die Ursprungssprache ähnlichlautender Wörter ist aus diesem Grund nicht bestimmbar.
J. R. R. Tolkien hat sich einer eher spekulativen Theorie zufolge bei der Entwicklung seiner Schwarzen Sprache vom Hurritischen beeinflussen lassen. Darauf weisen einige Parallelen in der Struktur des Wortschatzes und der Morphologie hin.

## Schrift und Entzifferung

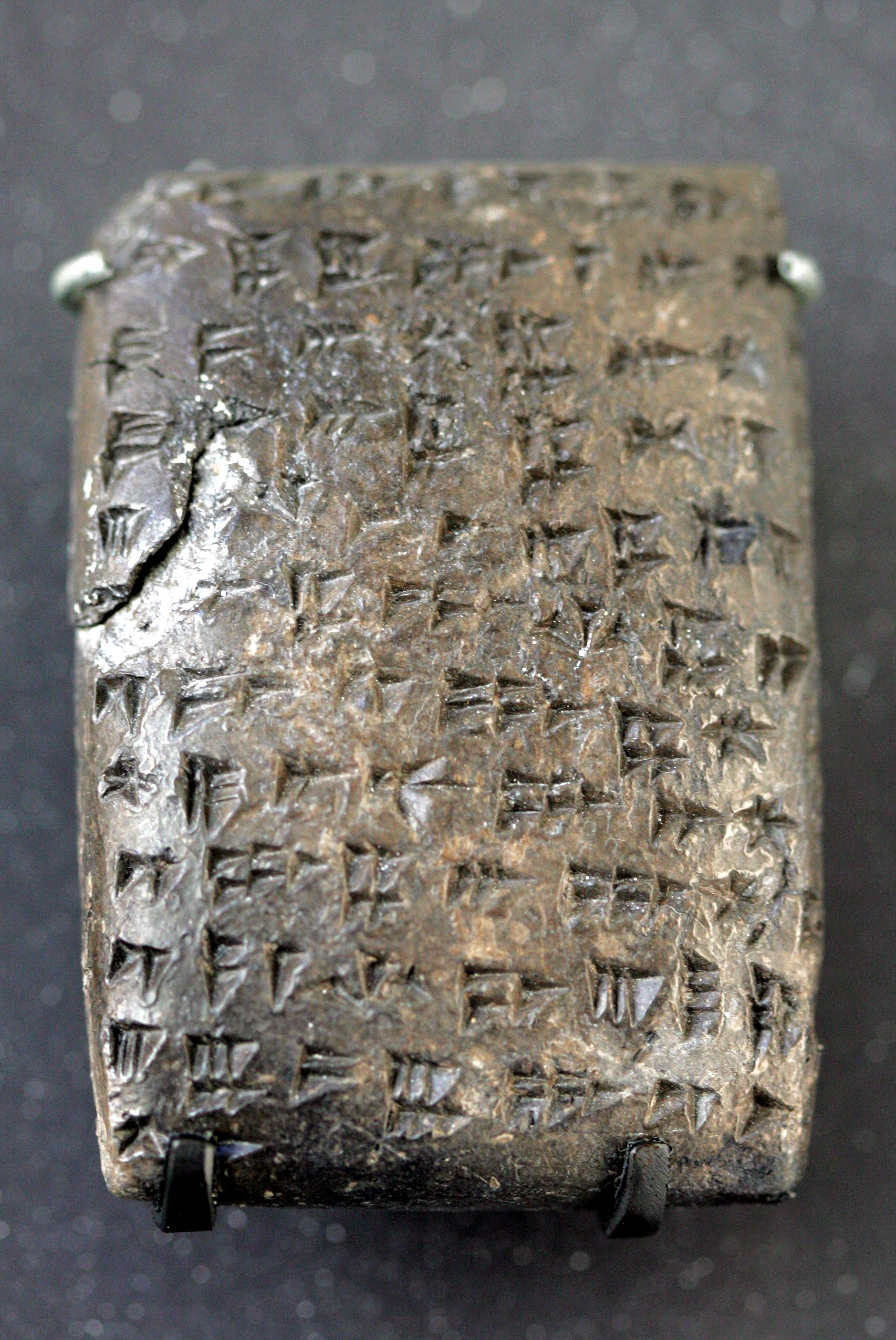
Hurritische Keilschrifttafel

Die meisten hurritischen Texte wurden in der sumerischen Keilschrift geschrieben, die über das Akkadische in den hurritischen Raum gelangte. Die in Ugarit gefundenen Schriftstücke weisen jedoch zumeist die ugaritische Alphabetschrift auf, die Hurritischen Hymnen sind jedoch in der Keilschrift abgefasst. Nur einer der bisher ausgegrabenen Texte ist in luwischen Hieroglyphen verfasst. Die hurritische Sprache konnte dank der zahlreichen hurritisch-hethitischen Bilinguen, die man in Ḫattuša fand, entschlüsselt werden. Den Mittani-Brief bearbeitete 1932 zuerst Johannes Friedrich in seinem Buch Kleinasiatische Sprachdenkmäler. Ephraim Avigdor Speiser schrieb 1941 die erste Grammatik des Hurritischen (siehe Literatur).

## Textbeispiel
Untomān iyallēnīn tiwēna šūallamān šēniffuš katōšāššena ūriāššena, antillān ēmanāmḫa tānōšau. (aus dem Mittani-Brief, Kolumne IV, Zeilen 30–32)
| Wort in Morphemzerlegung | Grammatische Analyse                                                                             |
| ------------------------ | ------------------------------------------------------------------------------------------------ |
| unto=mān                 | nun = aber                                                                                       |
| iya=llē=nīn              | Relativpronomen = 3.Mehrzahl.Absolutiv = fürwahr                                                 |
| tiwē-na-Ø                | Sache - Artikel.Mehrzahl - Absolutiv                                                             |
| šū-a=lla=mān             | jede - Lokativ = 3.Mehrzahl.Absolutiv = aber                                                     |
| šēn-iffu-š               | Bruder - mein - Ergativ.Einzahl                                                                  |
| kat-ōš-ā-šše-na-Ø        | sagen - Präteritum.transitiv - 3.Einzahl.Subjekt - Nominalisierer - Artikel.Mehrzahl - Absolutiv |
| ūr-i-ā-šše-na-Ø          | wünschen - transitiv - 3.Einzahl.Subjekt - Nominalisierer - Artikel.Mehrzahl - Absolutiv         |
| anti=lla=an              | jene = 3.Mehrzahl.Absolutiv = und                                                                |
| ēman-āmḫa                | zehn - Multiplikativzahl                                                                         |
| tān-ōš-au                | machen - Präteritum.transitiv - 1.Einzahl.Subjekt                                                |

Übersetzung: „Die Dinge, die mein Bruder tatsächlich im Ganzen sagte und wünschte, diese machte ich nun aber zehnfach.“